# Napoleão e Samantha
Napoleão e Samantha (em inglês:  Napoleon and Samantha) é um filme norte-americano de 1972, do gênero aventura, dirigido por Bernard McEveety e estrelado por Michael Douglas e Will Geer.
A produção marca a estreia de Jodie Foster no cinema[carece de fontes?], com 10 anos incompletos na época.

## Sinopse
Napoleão, garoto órfão, vai viver na fazenda do avô, nos confins do Oregon. Logo, torna-se amigo de Danny, estudante que trabalha como pastor de ovelhas durante o Verão. Um circo chega à cidade e, antes de partir, o treinador de leões dá para o Avô um velho felino, chamado Major. Napoleão fica feliz, até que o Avô morre. Por não querer ir para um orfanato, ele pede ajuda a Danny para enterrar o velho. Quando Danny vai embora, Napoleão e Major tentam sobreviver sozinhos, mas as autoridades começam a investigar o desaparecimento do Avô. Napoleão entra em pânico e sai à procura de Danny, acompanhado pelo leão. Uma garotinha, Samantha, junta-se aos dois e eles vivem grandes aventuras.

## Premiações
| Patrocinador                                  | Prêmio | Categoria                    | Situação |
| --------------------------------------------- | ------ | ---------------------------- | -------- |
| Academia de Artes e Ciências Cinematográficas | Oscar  | Melhor trilha sonora - drama | Indicado |

## Elenco
| Ator/Atriz      | Personagem       |
| --------------- | ---------------- |
| Michael Douglas | Danny            |
| Will Geer       | Avô              |
| Arch Johnson    | Chefe de polícia |
| Johnny Whitaker | Napoleon         |
| Jodie Foster    | Samantha         |
| Henry Jones     | Gutteridge       |
| Vito Scotti     | Palhaço          |
| John Crawford   | Sargento         |
| Mary Wickes     | Caixa            |
| Ellen Corby     | Gertrude         |
| Rex Holman      | Mark             |
| Claude Johnson  | Gary             |
| John Lupton     | Pete             |